# Daria Burlak
Daria Burlak (* 1986 in Wladiwostok) ist eine russische Pianistin und Organistin.

## Leben
Daria Burlak studierte bis 2004 Klavier, Klavierpädagogik und Musikwissenschaft am Moskauer Konservatorium. Von 2005 bis 2012 studierte sie an der Hochschule für Musik und Tanz Köln Klavier und Orgel und schloss mit dem Master of Music für Klavier und Orgel ab. 2015 folgte ein Aufbaustudium bei Martin Sander an der Hochschule für Musik Detmold, welches sie mit dem Konzertexamen (mit dem Prädikat „mit Auszeichnung bestanden“) abschloss. Sie besuchte Meisterkurse bei Frédéric Blanc,  Helmut Deutsch, Margareta Hürholz, Olivier Latry, Éric Lebrun, Daniel Roth und Harald Vogel.

## Wettbewerbe und Auszeichnungen
- 2007: 2. Preis und Preis der jüngsten Solistin beim Internationalen Orgelwettbewerbes Ville de Paris
- 2014: 3. Preis bei der Canadian International Organ Competition Montréal
- 2015: 1. Preis 9. Internationalen Orgelwettbewerb Korschenbroich
- 2017: 1. Preis und Publikumspreis beim 6e Concours International d’Orgue Dudelange (Luxemburg).[3]
- 2018: 2. Preis beim Grand Prix d’Interprétation des Grand Prix de Chartres.[4][5]

## Tondokumente
- Domenico Scarlatti: 17 Sonaten. Ahrend-Orgel der Ursulinenkirche in Köln. EIC, 2011.
- Verlorene. Album bei Amazon Music.
- Jubilate. Rieger-Orgel der Abteikirche Marienstatt. EIC, 2018.
- La femme et le dragon. Orgel der Pfarrkirche St. Martin (Düdelingen). EIC, 2018.